# Río Challana
Río Challana är ett vattendrag i Bolivia.   Det ligger i departementet La Paz, i den centrala delen av landet, 500 km nordväst om huvudstaden Sucre.
I omgivningarna runt Río Challana växer i huvudsak städsegrön lövskog. Runt Río Challana är det glesbefolkat, med 8 invånare per kvadratkilometer.